# Wawrzyniec
Wawrzyniec – spolszczona postać imion Laurencjusz i Laurenty.
Imię wywodzi się od słowa wawrzyn, które pochodzi od łac. laurus.
Żeńskie formy: Laurencja, Laurentyna
Imieniny Wawrzyńca przypadają: 8 stycznia, 3 lutego, 3 czerwca, 6 czerwca, 21 lipca, 22 lipca, 10 sierpnia, 16 sierpnia, 5 września, 27 września, 28 września i 14 listopada.

## Odpowiedniki w innych językach[3]
- angielski – Laurence, Lawrence
- bułgarski – Ławren, Ławrentij
- chorwacki – Lovrinac (Lovre)
- czeski – Vavřinec, Laurenc (Lorenc)
- duński – Laurits, Lars
- fiński – Lauri (Lassi)
- hiszpański – Lorenzo
- litewski – Laurynas, Laurentas
- łotewski – Lauris
- niemiecki – Laurenz, Lorenz
- norweski – Laurans, Lauritz, Lars
- serbski – Lavrentije
- portugalski – Lourenço
- rosyjski – Ławrentij (Ławr)
- rumuński – Laurențiu, Lavrentie
- szwedzki – Lars (Lorens)
- węgierski – Lőrinc
- włoski – Lorenzo (Enzo)

## Osoby o imieniu Wawrzyniec

### Święci
- św. Wawrzyniec z Rzymu (zm. 258) – diakon, męczennik
- św. Wawrzyniec z Canterbury (zm. 619) – arcybiskup Canterbury
- św. Wawrzyniec z Dublina, Lorcan O'Tuathail (1128–1180) – biskup Dublina
- św. Wawrzyniec Iustiniani, Wawrzyniec Justynian(i) (1381–1456) – biskup Kastylii, patriarcha Wenecji
- św. Wawrzyniec z Brindisi (1559–1619) – kapucyn
- św. Wawrzyniec Wang Bing (1802–1858) – chiński katechista, męczennik
- św. Wawrzyniec Bai Xiaoman (1821–1856) – chiński męczennik

### Inne osoby
- Laurent Blanc – francuski piłkarz i trener
- Ławrientij Beria – sowiecki polityk
- Lars von Engeström (1751–1826) – szwedzki dyplomata, uczestnik prac nad Konstytucją 3 Maja
- Laurent Fignon – francuski kolarz
- Wawrzyniec Fójcik (ur. 1959) – polski inżynier i działacz społeczny na Śląsku Cieszyńskim
- Wawrzyniec Gabler (1604–1665) – poeta i prawnik gdański, sekretarz królewski
- Laurent Gbagbo – prezydent Wybrzeża Kości Słoniowej
- Laurent Jalabert – francuski kolarz
- Laurent-Désiré Kabila – prezydent Konga
- Wawrzyniec Kostrzewski – polski reżyser teatralny i telewizyjny
- Laurence Olivier – brytyjski aktor
- Lorenzo Da Ponte – poeta i pisarz włoski
- Laurent Monsengwo Pasinya – kongijski kardynał
- Wawrzyniec Wspaniały (1449–1492) – władca Florencji
- Wawrzyniec Żuławski – polski taternik, ratownik górski i pisarz.